# Eric Mahé
Eric Mahé (2 luglio 1970) è un pilota motociclistico francese, ritiratosi dall'attività agonistica.

## Carriera

### Gli inizi e Thunderbike Trophy
Ottiene la patente per guidare delle moto di cilindrata 80 cm³, e da qui nasce la sua passione per le due ruote. Dopo aver terminato gli studi, gli viene proposto un posto di lavoro importante, ma sceglie di rifiutare e di tentare la carriera nelle corse motociclistiche, nonostante l'età abbastanza avanzata per un debutto in competizione (22 anni all'epoca).
Si cimenta nel campionato Europeo Velocità, categoria Supersport, nell'Endurance, e nel 1995 partecipa da titolare alla nuova classe del motomondiale, il Thunderbike Trophy, in sella ad una Honda. Ottiene come miglior risultato un 5º posto in Germania e a fine stagione è 11º in classifica con 42 punti. L'anno successivo partecipa sempre allo stesso campionato questa volta su una Yamaha. Ottiene due podi (entrambi dei terzi posti) in Gran Bretagna e Repubblica Ceca e si classifica 6º con 74 punti.

### Mondiale Supersport
Per il 1997 Mahé partecipa al mondiale Supersport in sella ad una Yamaha. Ottiene il suo primo podio nel mondiale Supersport, grazie al terzo posto ottenuto in Austria. Non conclude però la stagione, saltando così gli ultimi quattro gran premi. I punti conquistati nei primi sette gli permettono di classificarsi 16º con 32 punti.
Nel 1999 corre il gran premio di Francia del campionato europeo Supersport su una Yamaha vincendolo, e ottenendo così la prima vittoria in carriera. Nel 2000 corre i gran premi di Hockenheim e Misano sulla Yamaha del team Dee Cee Jeans Racing in sostituzione di Christer Lindholm, ma non riesce ad ottenere punti validi per la classifica mondiale. Lo stesso anno, si ritira dalle competizioni motociclistiche.
Dopo la sua esperienza da pilota, Mahé è diventato l'agente di diversi piloti motociclistici francesi quali: Randy de Puniet, Jules Cluzel, Loris Baz, Jérémy Guarnoni e Fabio Quartararo.

## Risultati in carriera

### Motomondiale
| 1995 | Classe             | Moto  |    |    |    |   |   |    |   |     |    |     |    |    |    |  |  | Punti | Pos. |
| ---- | ------------------ | ----- | -- | -- | -- | - | - | -- | - | --- | -- | --- | -- | -- | -- |  |  | ----- | ---- |
| 1995 | Thunderbike Trophy | Honda | NE | NE | NE | 8 | 5 | 10 | 6 | Rit | 14 | Rit | NE | NE | 11 |  |  | 42    | 11º  |

| 1996 | Classe             | Moto   |    |    |    |     |   |     |   |    |   |   |   |    |    |    |    | Punti | Pos. |
| ---- | ------------------ | ------ | -- | -- | -- | --- | - | --- | - | -- | - | - | - | -- | -- | -- | -- | ----- | ---- |
| 1996 | Thunderbike Trophy | Yamaha | NE | NE | NE | Rit | 4 | Rit | 8 | 14 | 3 | 4 | 3 | NE | 10 | NE | NE | 74    | 6º   |

| Legenda | 1º posto        | 2º posto            | 3º posto            | A punti      | Senza punti        | Grassetto – Pole position Corsivo – Giro più veloce |
| Legenda | Gara non valida | Non qual./Non part. | Ritirato/Non class. | Squalificato | '-' Dato non disp. | Grassetto – Pole position Corsivo – Giro più veloce |

### Campionato mondiale Supersport
| 1997 | Moto   |   |    |     |    |    |   |     |  |  |  |  | Punti | Pos. |
| ---- | ------ | - | -- | --- | -- | -- | - | --- |  |  |  |  | ----- | ---- |
| 1997 | Yamaha | 4 | 14 | Rit | 16 | 15 | 3 | Rit |  |  |  |  | 32    | 16º  |

| 1999 | Moto   |  |  |  |  |  |  |  |  |    |  |  | Punti | Pos. |
| ---- | ------ |  |  |  |  |  |  |  |  | -- |  |  | ----- | ---- |
| 1999 | Yamaha |  |  |  |  |  |  |  |  | NP |  |  | 0     |      |

| 2000 | Moto   |  |  |  |  |    |     |  |  |  |  |  | Punti | Pos. |
| ---- | ------ |  |  |  |  | -- | --- |  |  |  |  |  | ----- | ---- |
| 2000 | Yamaha |  |  |  |  | 23 | Rit |  |  |  |  |  | 0     |      |

| Legenda | 1º posto        | 2º posto            | 3º posto           | A punti      | Senza punti        | Grassetto – Pole position Corsivo – Giro più veloce |
| Legenda | Gara non valida | Non qual./Non part. | Ritirato/Non class | Squalificato | '-' Dato non disp. | Grassetto – Pole position Corsivo – Giro più veloce |